# Puchar Narodów Europy 2010–2012
Puchar Narodów Europy – organizowane przez FIRA-AER rozgrywki o tytuł mistrza Europy w rugby union.
W kolejnej edycji, rozgrywanej w latach 2010–2012 wzięło udział 35 reprezentacji narodowych, przy czym tradycyjnie najsilniejsze reprezentacje europejskie (Anglia, Francja, Irlandia, Szkocja, Walia i Włochy) uczestniczyły w odrębnych rozgrywkach o Puchar Sześciu Narodów. Drużyny podzielone były na trzy dywizje (1, 2 i 3) oraz „poddywizje” (1A, 1B, 2A, 2B, 2C, 2D, 3A) zgodnie z miejscami zajętymi w poprzednim sezonie. Była to pierwsza edycja, w której zastosowano nowy podział na grupy – wcześniej zespoły występowały w dywizjach: 1A, 2A, 2B, 3A, 3B, 3C i 3D.
W porównaniu z poprzednim sezonem udziału w rozgrywkach nie wzięła reprezentacja Monako.
Zwycięzcą została reprezentacja Gruzji, która tym samym z pięcioma tytułami objęła samodzielne prowadzenie w tej klasyfikacji. W niższych grupach zwyciężały reprezentacje Belgii, Szwecji, Szwajcarii, Izraela, Cypru oraz Bośni i Hercegowiny.

## Punktacja
Zgodnie z nowo przyjętymi przez FIRA zasadami IRB, za zwycięstwo przyznawano 4 punkty, za remis po 2, natomiast za porażkę 0 punktów. Przyznawano także tak zwane punkty bonusowe: po jednym za porażkę różnicą siedmiu lub mniej punktów oraz za zdobycie co najmniej czterech przyłożeń w jednym meczu.
W razie równej liczby punktów na zakończeniu rozgrywek, o klasyfikacji decydowały kolejno:
- liczba punktów meczowych zdobytych w bezpośrednich pojedynkach,
- stosunek „małych” punktów zdobytych do straconych w bezpośrednich pojedynkach,
- liczba przyłożeń zdobytych w bezpośrednich pojedynkach,
- liczba „małych” punktów zdobytych w bezpośrednich pojedynkach,
- stosunek „małych” punktów zdobytych do straconych we wszystkich meczach grupowych,
- liczba przyłożeń zdobytych we wszystkich meczach grupowych,
- liczba „małych” punktów zdobytych we wszystkich meczach grupowych.

## Dywizja 1

### Dywizja 1A
Zwycięzcą całej edycji została reprezentacja Gruzji, która w 10 meczach poniosła tylko jedną porażkę ulegając na wyjeździe Hiszpanii. Do dywizji 1B po zaledwie jednym sezonie spadła Ukraina, która zdołała wygrać zaledwie jedno spotkanie z Portugalią.
|    | Drużyna    | Mecze | Wygrane | Remisy | Przegrane | Bilans punktów | Różnica | Punkty dodatkowe | Punkty |
| -- | ---------- | ----- | ------- | ------ | --------- | -------------- | ------- | ---------------- | ------ |
| 1. | Gruzja     | 10    | 9       | 0      | 1         | 316:83         | +233    | 6                | 42     |
| 2. | Rumunia    | 10    | 6       | 0      | 4         | 302:108        | +194    | 8                | 32     |
| 3. | Hiszpania  | 10    | 5       | 0      | 5         | 225:275        | −50     | 6                | 26     |
| 4. | Rosja      | 10    | 5       | 0      | 5         | 212:2478       | −45     | 5                | 25     |
| 5. | Portugalia | 10    | 4       | 0      | 6         | 215:230        | −15     | 5                | 21     |
| 6. | Ukraina    | 10    | 1       | 0      | 9         | 124:441        | −317    | 1                | 5      |

|            | Gruzja | Hiszpania | Portugalia | Rosja | Rumunia | Ukraina |
| ---------- | ------ | --------- | ---------- | ----- | ------- | ------- |
| Gruzja     | x      | 60:0      | 18:11      | 32:7  | 46:0    | 62:3    |
| Hiszpania  | 25:18  | x         | 25:10      | 24:28 | 13:12   | 35:13   |
| Portugalia | 12:13  | 23:17     | x          | 32:33 | 24:17   | 46:24   |
| Rosja      | 9:15   | 41:37     | 19:21      | x     | 0:25    | 38:19   |
| Rumunia    | 13:19  | 64:8      | 15:7       | 33:3  | x       | 71:0    |
| Ukraina    | 3:33   | 6:41      | 35:33      | 5:41  | 16:41   | x       |

### Dywizja 1B
W dywizji 1B najlepsi okazali się Belgowie, którzy jedynej porażki doznali w meczu z Polską. Polacy ukończyli zmagania na 2. miejscu. Z 1 dywizji spadła reprezentacja Holandii.
|    | Drużyna  | Mecze | Wygrane | Remisy | Przegrane | Bilans punktów | Różnica | Punkty dodatkowe | Punkty |
| -- | -------- | ----- | ------- | ------ | --------- | -------------- | ------- | ---------------- | ------ |
| 1. | Belgia   | 10    | 9       | 0      | 1         | 303:149        | +154    | 4                | 40     |
| 2. | Polska   | 10    | 6       | 1      | 3         | 238:189        | +49     | 5                | 31     |
| 3. | Mołdawia | 10    | 5       | 1      | 4         | 194:211        | −17     | 4                | 26     |
| 4. | Niemcy   | 10    | 4       | 0      | 6         | 229:212        | +17     | 6                | 22     |
| 5. | Czechy   | 10    | 4       | 0      | 6         | 160:217        | −57     | 4                | 20     |
| 6. | Holandia | 10    | 1       | 0      | 9         | 153:299        | −146    | 2                | 6      |

|          | Belgia | Czechy | Holandia | Mołdawia | Niemcy | Polska |
| -------- | ------ | ------ | -------- | -------- | ------ | ------ |
| Belgia   | x      | 55:0   | 58:3     | 20:5     | 28:25  | 20:13  |
| Czechy   | 12:24  | x      | 22:10    | 6:13     | 17:20  | 20:15  |
| Holandia | 18:30  | 13:25  | x        | 40:26    | 10:29  | 19:32  |
| Mołdawia | 16:17  | 24:16  | 22:15    | x        | 28:15  | 17:17  |
| Niemcy   | 29:30  | 23:29  | 23:7     | 40:7     | x      | 17:22  |
| Polska   | 28:21  | 20:13  | 32:18    | 25:36    | 34:8   | x      |

## Dywizja 2

### Dywizja 2A
Mistrzami Europy drugiej dywizji zostali Szwedzi, którzy lepszym bilansem meczów bezpośrednich wyprzedzili Litwinów. Do niższej grupy spadła reprezentacja Łotwy, zaś w barażu o utrzymanie udział wzięła Chorwacja.
|    | Drużyna   | Mecze | Wygrane | Remisy | Przegrane | Bilans punktów | Różnica | Punkty dodatkowe | Punkty |
| -- | --------- | ----- | ------- | ------ | --------- | -------------- | ------- | ---------------- | ------ |
| 1. | Szwecja   | 8     | 6       | 1      | 1         | 235:150        | +85     | 3                | 29     |
| 2. | Litwa     | 8     | 5       | 1      | 2         | 233:125        | +108    | 7                | 29     |
| 3. | Malta     | 8     | 4       | 0      | 4         | 146:135        | +11     | 4                | 20     |
| 4. | Chorwacja | 8     | 3       | 0      | 5         | 162:170        | -8      | 4                | 16     |
| 5. | Łotwa     | 8     | 1       | 0      | 7         | 96:292         | −196    | 3                | 7      |

|           | Chorwacja | Litwa | Łotwa | Malta | Szwecja |
| --------- | --------- | ----- | ----- | ----- | ------- |
| Chorwacja | x         | 12:29 | 34:8  | 31:16 | 13:32   |
| Litwa     | 28:26     | x     | 57:3  | 9:6   | 30:30   |
| Łotwa     | 12:14     | 8:48  | x     | 0:28  | 29:54   |
| Malta     | 21:14     | 14:10 | 26:33 | x     | 22:14   |
| Szwecja   | 24:18     | 26:22 | 31:3  | 24:13 | x       |

### Dywizja 2B
Rozgrywki w Dywizji 2B wygrała drużyna Szwajcarii przed reprezentacją Andory. W kwietniu 2012 roku wciąż mająca szanse na końcowy sukces Armenia oddała walkowerem pojedynek z Andorą. Ostatecznie okazało się, że Ormianie poddali dalszy swój udział w rozgrywkach dywizji. Decyzją FIRA wszystkie rozegrane do tego momentu mecze Ormian (zwycięstwo z Andorą, zwycięstwo walkowerem ze Słowenią, porażki z Serbią i Szwajcarią; łącznie 11 punktów) zostały zweryfikowane jako walkowery (0:25 i cztery przyłożenia dla drużyny przeciwnej). W ten sam sposób potraktowano wszystkie pozostałe do rozegrania mecze Ormian. W późniejszym terminie zadecydowano o wykluczeniu reprezentacji Armenii z przyszłej edycji Pucharu Narodów Europy. W związku z dyskwalifikacją, Armenia automatycznie z zerem punktów spadła na ostatnie miejsce w tabeli, a miejsce w barażu o utrzymanie uzyskała reprezentacja Słowenii.
|    | Drużyna    | Mecze | Wygrane | Remisy | Przegrane | Bilans punktów | Różnica | Punkty dodatkowe | Punkty |
| -- | ---------- | ----- | ------- | ------ | --------- | -------------- | ------- | ---------------- | ------ |
| 1. | Szwajcaria | 8     | 7       | 0      | 1         | 253:77         | +176    | 6                | 34     |
| 2. | Andora     | 8     | 6       | 0      | 2         | 168:88         | +80     | 5                | 29     |
| 3. | Serbia     | 8     | 4       | 0      | 4         | 174:126        | +48     | 4                | 20     |
| 4. | Słowenia   | 8     | 3       | 0      | 5         | 106:210        | −104    | 2                | 14     |
| 5. | Armenia    | 8     | 0       | 0      | 8         | 0:200          | −200    | 0                | 0      |

|            | Andora           | Armenia          | Serbia     | Słowenia              | Szwajcaria |
| ---------- | ---------------- | ---------------- | ---------- | --------------------- | ---------- |
| Andora     | x                | 25:0 (wo.)       | 42:25      | 22:7                  | 21:22      |
| Armenia    | 15:12 0:25 (wo.) | x                | 0:25 (wo.) | 20:0 (wo.) 0:25 (wo.) | 0:25 (wo.) |
| Serbia     | 7:9              | 20:18 25:0 (wo.) | x          | 52:0                  | 18:15      |
| Słowenia   | 6:15             | 25:0 (wo.)       | 33:3       | x                     | 10:33      |
| Szwajcaria | 21:9             | 30:27 25:0 (wo.) | 27:19      | 85:0                  | x          |

### Dywizja 2C
W ostatnim meczu Dywizji 2C doszło do bezpośredniego pojedynku pomiędzy dwiema drużynami mającymi jeszcze szanse na końcowe zwycięstwo. W nim reprezentacja Izraela pokonała zespół Danii. Ostatnie miejsce w grupie zajęła drużyna Norwegii, która spadła do Dywizji 2D. Miejsce w barażu o utrzymanie przypadło Węgrom.
|    | Drużyna  | Mecze | Wygrane | Remisy | Przegrane | Bilans punktów | Różnica | Punkty dodatkowe | Punkty |
| -- | -------- | ----- | ------- | ------ | --------- | -------------- | ------- | ---------------- | ------ |
| 1. | Izrael   | 8     | 7       | 0      | 1         | 186:97         | +89     | 2                | 30     |
| 2. | Dania    | 8     | 5       | 1      | 2         | 155:131        | +24     | 1                | 23     |
| 3. | Austria  | 8     | 3       | 0      | 5         | 157:141        | +16     | 5                | 17     |
| 4. | Węgry    | 8     | 3       | 0      | 5         | 130:182        | −52     | 2                | 14     |
| 5. | Norwegia | 8     | 1       | 1      | 6         | 72:149         | −77     | 1                | 7      |

|          | Austria | Dania | Izrael | Norwegia | Węgry |
| -------- | ------- | ----- | ------ | -------- | ----- |
| Austria  | x       | 23:16 | 26:28  | 15:9     | 38:7  |
| Dania    | 28:22   | x     | 27:19  | 28:5     | 21:20 |
| Izrael   | 20:11   | 15:0  | x      | 22:11    | 23:14 |
| Norwegia | 11:6    | 14:14 | 3:15   | x        | 14:28 |
| Węgry    | 22:16   | 13:21 | 5:44   | 21:5     | x     |

### Dywizja 2D
Zmagania w Dywizji 2D wyraźnie wygrała reprezentacja Cypru, która wygrała wszystkie swoje mecze, jednocześnie uzyskując maksymalną liczbę punktów. Miejsce w barażu zagwarantowała sobie druga Bułgaria, która jednak uzyskała niemal dwa razy mniej punktów od Cypryjczyków. Na miejscu spadkowym rozgrywki ukończyła drużyna Finlandii, która jednak uniknęła relegacji w związku z dyskwalifikacją reprezentacji Armenii.
|    | Drużyna    | Mecze | Wygrane | Remisy | Przegrane | Bilans punktów | Różnica | Punkty dodatkowe | Punkty |
| -- | ---------- | ----- | ------- | ------ | --------- | -------------- | ------- | ---------------- | ------ |
| 1. | Cypr       | 8     | 8       | 0      | 0         | 474:51         | +423    | 8                | 32     |
| 2. | Bułgaria   | 8     | 5       | 0      | 3         | 118:276        | −158    | 1                | 21     |
| 3. | Grecja     | 8     | 3       | 0      | 5         | 148:187        | −39     | 5                | 17     |
| 4. | Luksemburg | 8     | 3       | 0      | 5         | 108:186        | −78     | 1                | 13     |
| 5. | Finlandia  | 8     | 1       | 0      | 7         | 79:227         | −148    | 3                | 7      |

|            | Bułgaria | Cypr  | Finlandia | Grecja | Luksemburg |
| ---------- | -------- | ----- | --------- | ------ | ---------- |
| Bułgaria   | x        | 3:94  | 12:10     | 25:22  | 19:16      |
| Cypr       | 55:8     | x     | 70:10     | 72:5   | 48:7       |
| Finlandia  | 24:26    | 5:52  | x         | 11:7   | 10:18      |
| Grecja     | 47:7     | 13:33 | 16:6      | x      | 30:18      |
| Luksemburg | 8:18     | 0:50  | 26:3      | 15:8   | x          |

## Dywizja 3

### Dywizja 3A
Ze względu na niewielką liczbę drużyn, sześć przewidzianych w kalendarzu spotkań planowano rozegrać podczas dwóch miniturniejów – w Bośni i na Słowacji. Drużyna Azerbejdżanu nie otrzymała jednak wiz Unii Europejskiej, czego następstwem było nierozegranie spotkań rewanżowych z udziałem tego zespołu. Zwycięzcą tej dywizji została reprezentacja Bośni i Hercegowiny, która wygrała swoje wszystkie trzy mecze.
|    | Drużyna              | Mecze | Wygrane | Remisy | Przegrane | Bilans punktów | Różnica | Punkty dodatkowe | Punkty |
| -- | -------------------- | ----- | ------- | ------ | --------- | -------------- | ------- | ---------------- | ------ |
| 1. | Bośnia i Hercegowina | 3     | 3       | 0      | 0         | 131:53         | + 78    | 3                | 15     |
| 2. | Słowacja             | 3     | 1       | 0      | 2         | 61:98          | −37     | 1                | 5      |
| 3. | Azerbejdżan          | 2     | 0       | 0      | 2         | 22:63          | −41     | 0                | 0      |

|                      | Azerbejdżan | Bośnia i Hercegowina | Słowacja |
| -------------------- | ----------- | -------------------- | -------- |
| Azerbejdżan          | x           | –                    | 5:25     |
| Bośnia i Hercegowina | 38:17       | x                    | 45:21    |
| Słowacja             | –           | 15:48                | x        |

## Baraże
W barażu o miejsce w Dywizji 2A Chorwacja wyraźnie zwyciężyła Andorę, natomiast awans do Dywizji 2C, po zaciętym meczu z Węgrami, wywalczyła Bułgaria. Ostatecznie reprezentacja Węgier utrzymała miejsce w Dywizji 2C ze względu na dyskwalifikację reprezentacji Armenii.
Nie doszedł do skutku baraż o miejsce w Dywizji 2B. Reprezentacja Słowenii, która poznała rywala na 7 dni przed meczem barażowym (wówczas odbył się decydujący o pierwszym i drugim miejscu w Dywizji 2C mecz Izrael – Dania) oddała spotkanie walkowerem z uwagi na problemy finansowo-logistyczne.
|      | Zespół 1. |    | Zespół 2. | wynik      |
| ---- | --------- | -- | --------- | ---------- |
| O 2A | Chorwacja | vs | Andora    | 44:8       |
| O 2B | Słowenia  | vs | Dania     | 0:25 (wo.) |
| O 2C | Węgry     | vs | Bułgaria  | 26:29      |